# Resolutie 1781 Veiligheidsraad Verenigde Naties
Resolutie 1781 van de Veiligheidsraad van de Verenigde Naties werd op 15 oktober 2007 unaniem aangenomen door de VN-Veiligheidsraad, en verlengde de VN-waarnemingsmissie in Abchazië met een half jaar.

## Achtergrond
Op de golf van opkomend onafhankelijkheidsstreven van Georgië uit de Sovjet-Unie tegen het einde van de jaren 1980, streefde de Abchazische minderheid in de Abchazische autonome republiek de onafhankelijkheid na, uit angst de autonomie in Georgië te verliezen. Het leidde tot etnische spanningen met de Georgiërs, die in Abchazië de grootste bevolkingsgroep waren.
In 1992 kwam het tot een gewapend conflict, waarbij ook Rusland betrokken raakte, dat het voor de Abchaziërs opnam. Begin 1993 braken zware gevechten uit om de Abchazische hoofdstad Soechoemi. In de zomer van 1993 werd een staakt-het-vuren afgesproken en werd de UNOMIG-waarnemingsmissie opgericht. De val van Soechoemi in september 1993 leidde tot grootschalige etnische zuiveringen tegen de Georgische gemeenschap.

## Inhoud

### Waarnemingen
Men was zeer bezorgd om alle gewapende incidenten die het vredesproces in Georgië schaadden. Verder bleef er ook nood aan economische ontwikkeling in Abchazië om het leven van de mensen, en vooral vluchtelingen te verbeteren. Voorts betreurde men het gebrek aan vertrouwen tussen de twee partijen.

### Handelingen
Georgië werd opgeroepen te zorgen dat de situatie in de Kodorivallei overeenstemde met het Akkoord van Moskou inzake een staakt-het-vuren en scheiding van troepen. Dat akkoord werd veelvuldig geschonden. Alle partijen werden opgeroepen elkaars verzuchtingen inzake veiligheid ernstig te nemen en geweld en provocaties te mijden.
Ook werd opnieuw verwezen naar het "document over de basisprincipes voor de bevoegdheidsverdeling tussen Tbilisi en Soechoemi". Ten slotte werd het mandaat van de UNOMIG-waarnemingsmissie in het land verlengd tot 15 april 2008 en werd secretaris-generaal Ban Ki-moon gevraagd in die tijd mee te zorgen voor vertrouwensmaatregelen en een betekenisvolle dialoog tussen de partijen.

## Verwante resoluties
- Resolutie 1716 Veiligheidsraad Verenigde Naties (2006)
- Resolutie 1752 Veiligheidsraad Verenigde Naties
- Resolutie 1808 Veiligheidsraad Verenigde Naties (2008)
- Resolutie 1839 Veiligheidsraad Verenigde Naties (2008)

Lijst ·  1739 ·  1740 ·  1741 ·  1742 ·  1743 ·  1744 ·  1745 ·  1746 ·  1747 ·  1748 ·  1749 ·  1750 ·  1751 ·  1752 ·  1753 ·  1754 ·  1755 ·  1756 ·  1757 ·  1758 ·  1759 ·  1760 ·  1761 ·  1762 ·  1763 ·  1764 ·  1765 ·  1766 ·  1767 ·  1768 ·  1769 ·  1770 ·  1771 ·  1772 ·  1773 ·  1774 ·  1775 ·  1776 ·  1777 ·  1778 ·  1779 ·  1780 ·  1781 ·  1782 ·  1783 ·  1784 ·  1785 ·  1786 ·  1787 ·  1788 ·  1789 ·  1790 ·  1791 ·  1792 ·  1793 ·  1794